# Доробанцу (Плетерешть, Келераш)
Доробанцу (рум. Dorobanțu) — село у повіті Келераш в Румунії. Входить до складу комуни Плетерешть.
Село розташоване на відстані 25 км на схід від Бухареста, 76 км на захід від Келераші.

## Населення
За даними перепису населення 2002 року у селі проживали 1308 осіб.
Національний склад населення села:
| Національність | Кількість осіб | Відсоток |
| -------------- | -------------- | -------- |
| румуни         | 1144           | 87,5%    |
| цигани         | 164            | 12,5%    |

Рідною мовою назвали:
| Мова      | Кількість осіб | Відсоток |
| --------- | -------------- | -------- |
| румунська | 1274           | 97,4%    |
| циганська | 34             | 2,6%     |